# Yahya Jammeh
Yahya (Abdul -Aziz Jebulai Junkung) Jamneh (Kanilai, 26. svibnja 1965.), predsjednik afričke države Gambija. Ima čin poručnika.
Na vlast se popeo kroz puč u srpnju 1994., prvi put je postao predsjednik, u rujnu 1996. godine.
Kao predsjednik Privremenog vladajućeg vijeća oružanih snaga osnovao je Savez za domoljubnu reorganizaciju i obnovu (Alliance for Patriotic Reorientation and Construction) kao svoju političku stranku.
Ima ženu. Izbore za drugi mandat je prebacio s listopada na rujan 2001., zbog ramazana. Nakon pobjede, drugi put je prisegnuo za predsjednika u prosincu iste godine.
Ograničava slobodu medija, a veliki oporbeni poitičari se žale da nema demokratskih izbora zbog sveprisutnog zastrašivanja.
Stvorio je veze s Iranom. Nakon pokušaja puča u ožujku 2006., vratio se u zemlju, navodni vođa puča je pobjegao u Senegal, a suđeno je i desetorici vojnih časnika. Četvorica su osuđena na doživotni zatvor.